# AGCO

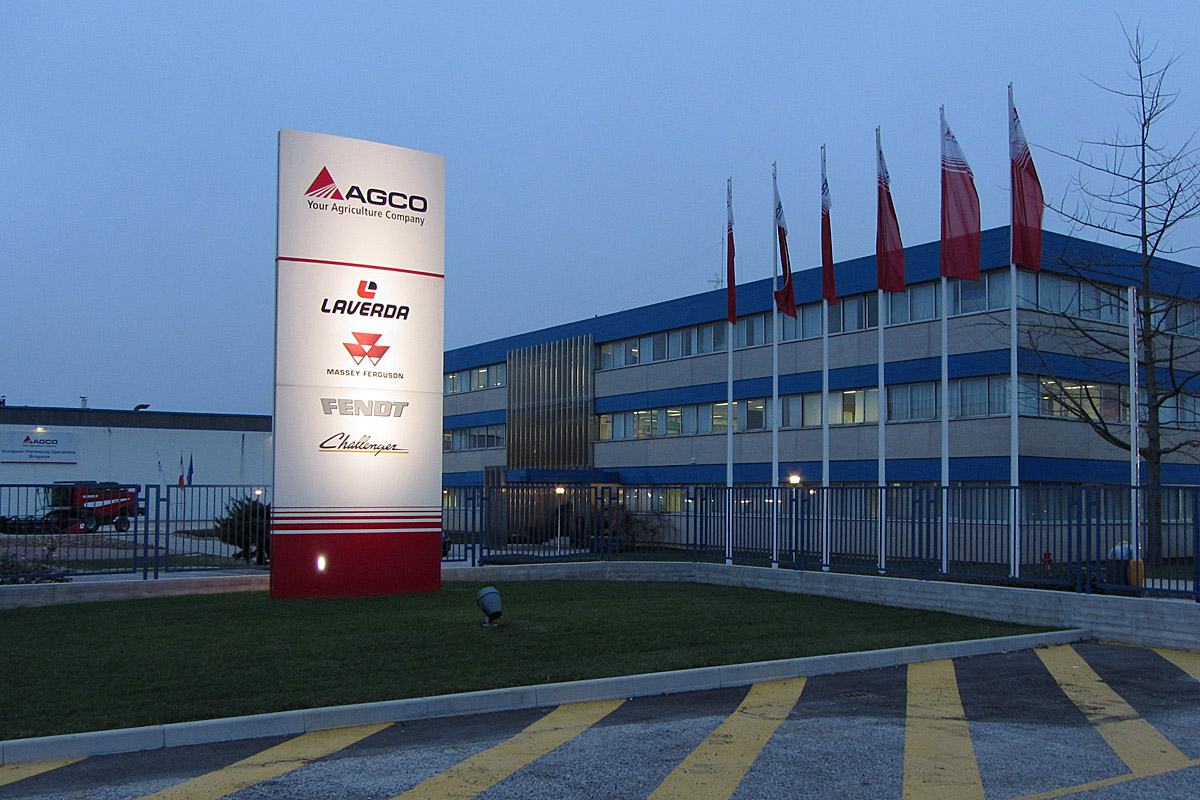
Siedziba i zakład produkcyjny w Breganze, Włochy

AGCO Corporation – amerykański producent maszyn rolniczych z siedzibą w Duluth w stanie Georgia. Firma została założona w 1990 roku. Przedsiębiorstwo jest właścicielem takich marek jak: Valtra, Fendt oraz Massey Ferguson. Produkty korporacji dystrybuowane są u około 2700 sprzedawców na terenie całego świata.

## Historia
Firma AGCO powstała w wyniku wykupienia przez menedżerów spółki Deutz-Allis z KHD i rozpoczął produkcję sprzętu rolniczego i sprzedaż pod markami AGCO-Allis i Gleaner. W 1991 roku AGCO nabywa Hesston Corp. linię do zbioru siana i przygotowywania pasz od Fiat GeoTech S.p.A z Włoch i 50% udziałów w spółce produkcyjnej z Case International znanej jako Hay and Forage Industries (HFI). W połowie roku firma nabywa producenta ciągników White od Allied Products.
W 1994 roku AGCO nabywa producenta ciągników rolniczych Massey Ferguson.
W 1997 roku AGCO nabywa Fendt GmbH oraz Dronningborg Industries.
W 2004 roku AGCO nabywa fińskiego producenta ciągników Valtra i silników marki Sisu.
W 2015 roku AGCO otwiera fabrykę w Changzhou w Chinach.

## Marki AGCO
- AGCO
- Challenger(inne języki)
- FELLA
- Fendt
- Gleaner(inne języki)
- Hesston
- Laverda
- Massey Ferguson
- Spra-coupe
- Sunflower
- Valtra
- GSI